# Henri Lehmann

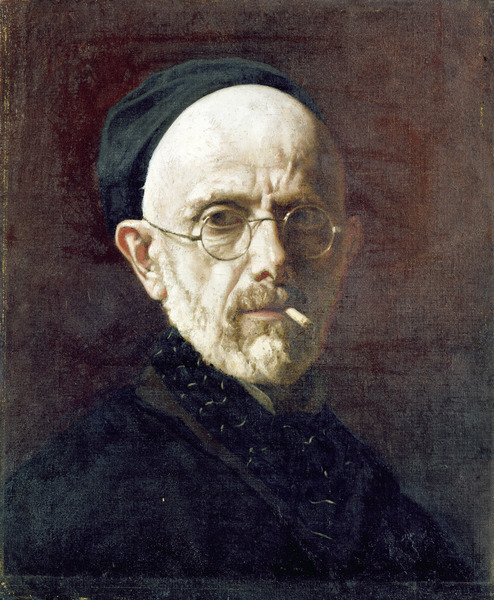
Selbstporträt von Henri Lehmann, Hamburger Kunsthalle

Karl Rudolph Heinrich Lehmann, auch und überwiegend in der Kunstliteratur frz. Henri Lehmann (* 14. April 1814 in Kiel; † 31. März 1882 in Paris) war ein in Frankreich naturalisierter Historien- und Porträtmaler des Klassizismus.

## Leben
Lehmanns Eltern waren während der Besetzung Hamburgs durch die Franzosen nach Kiel geflohen. Ersten Unterricht erhielt er von seinem Vater Leo Lehmann, Gerdt Hardorff und Siegfried Detlev Bendixen, dann ab 1831 von Ingres in Paris; neben Hippolyte Flandrin wurde er dessen bester Schüler. Er trat im Salon zuerst 1835 mit Tobias und der Engel auf. 1837 wurde er von Ludwig Philipp beauftragt, den Tod Roberts des Starken für die Galerie von Versailles zu malen. Gegen Ende des Jahres siedelte er nach München über, wo sein Bruder Rudolf Lehmann seit 1837 die Kunstakademie besuchte. 1838 reiste Lehmann nach Rom, wo ihn sein ehemaliger Lehrer Ingres in die Kunstszene einführte. Er porträtierte Franz Liszt und dessen Freundin, die Schriftstellerin Marie d’Agoult. Nachdem das prominente Paar Rom verlassen hatte, setzte eine  intensive Korrespondenz ein, die von tiefer Freundschaft geprägt war. Nach kurzem Aufenthalt in Paris kehrte Lehmann Ende Juni 1840 mit Théodore Chassériau nach Italien zurück, wo aus Freunden Rivalen wurden.
Anfang 1842 wurde Lehmann in Paris ansässig, wo er als Porträtmaler der mondänen und geistigen Eliten begehrt war. Er porträtierte u. a. Stendhal, Chopin, Meyerbeer und Alexander von Humboldt. 1847 wurde er als Franzose eingebürgert. 1851 wurde er durch die Heirat mit Louise-Alexandrine Casadvant finanziell unabhängig. 1846 wurde er Ritter, 1853 Offizier der Ehrenlegion, 1864 Mitglied der Académie des Beaux-Arts und 1875 Professor an derselbigen.

## Werke (Auswahl)

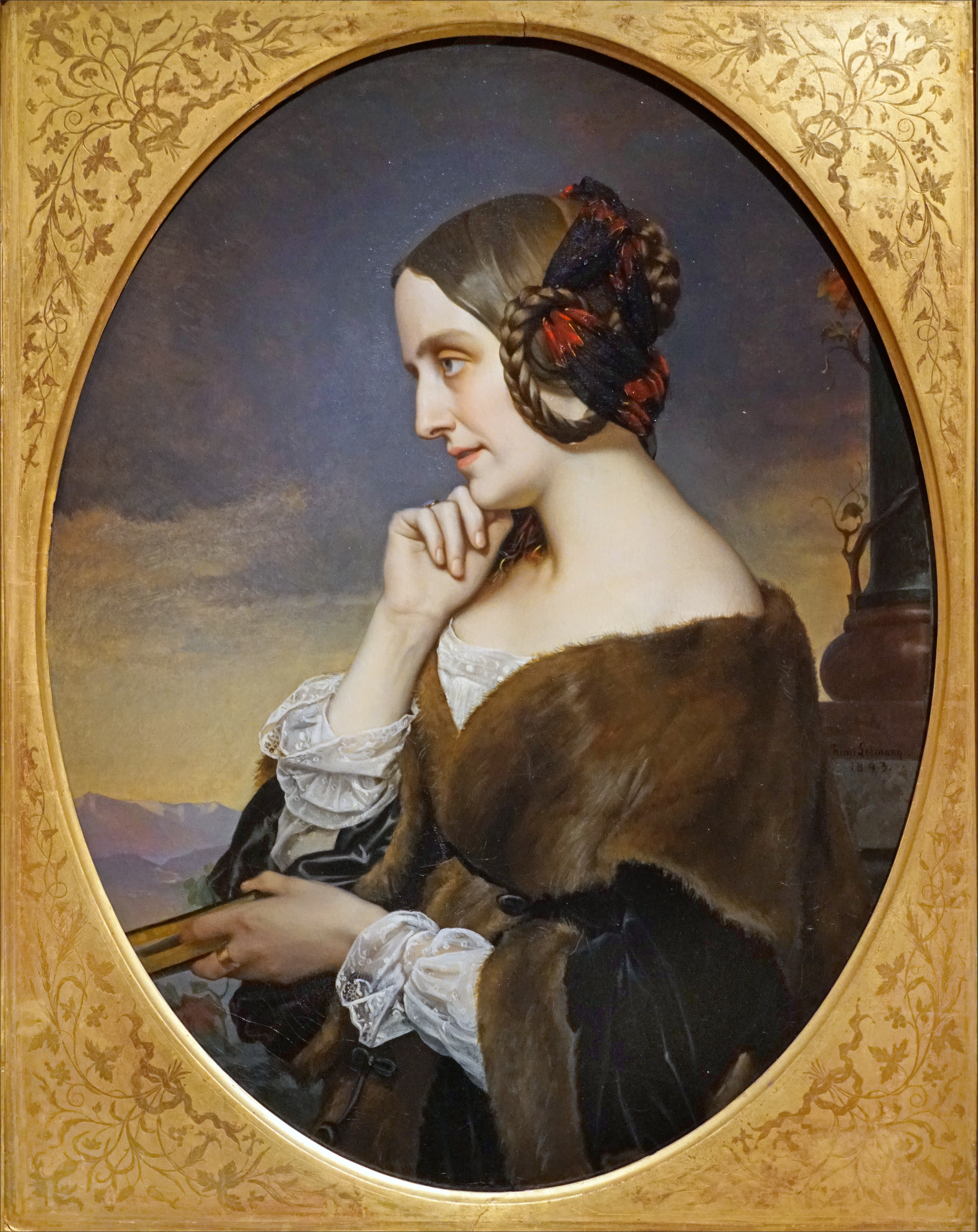
Henri Lehmann: Marie d’Agoult, 1843

Unter den Staffeleibildern des Künstlers sind zu nennen:
- Der Fischer, nach Goethe (1837, Museum von Carcassonne);
- Marie d’Agoult, (1843, Musée Carnavalet)
- Die Töchter der Quelle, Mariuccia;
- Prometheus (1851, im Luxemburg);
- Ankunft der Sara bei den Eltern des Tobias (1866).

Diese Bilder zeichnen sich durch Feinheit und Kraft der Modellierung und Anmut der Form aus. Seine Formenkenntnis kam ihm namentlich auch in seinen zahlreichen Porträts zugute. Vortrefflich verstand sich Lehmann auf dekorative Malerei in Fest- und Prachträumen. Ende der 1850er Jahre malte er im Thronsaal des Palais du Luxembourg, dann im Palais de Justice zu Paris.
Unter seinen monumentalen Kirchenmalereien sind die in der Kapelle des Heiligen Geistes zu St.-Merry die bedeutendsten; von den Altarbildern sind die Geißelung Christi (von 1842, in St.-Nicolas zu Boulogne) und Mariä Himmelfahrt zu nennen. Seine Kritiker bemängeln allerdings, seine Schöpfungen hätten oft einen eher akademischen Charakter, dem es an Wahrheit und Wärme fehle.

## Museale Rezeption

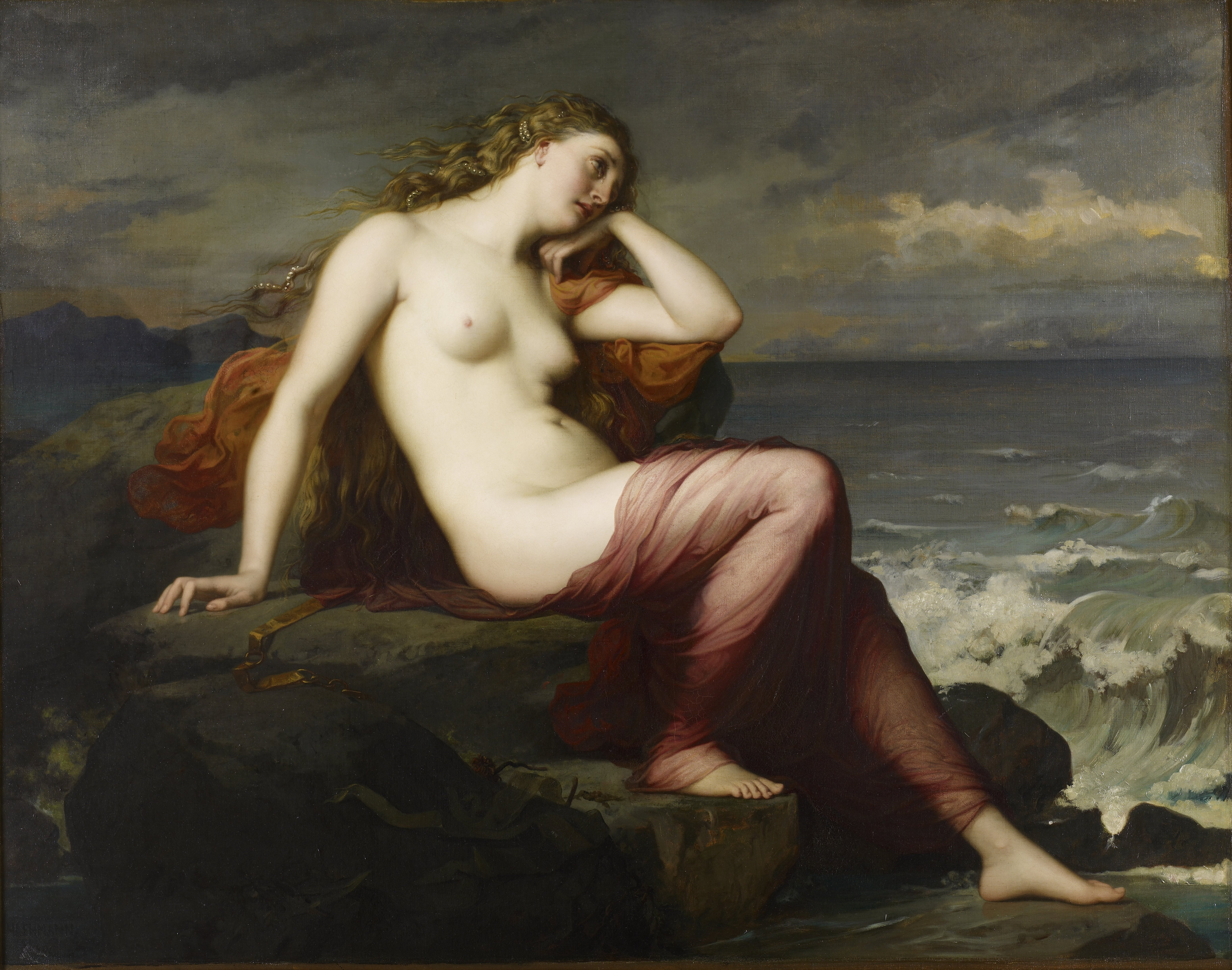
Calypso (1869), Minneapolis Institute of Arts

In folgenden Institutionen befinden sich Werke Lehmanns:
- Galerie Versailles
- Louvre
- Musée Carnavalet, Paris[5]
- Museum Nantes
- Museum Angers
- Museum Bayonne
- Beauvais, Musée départemental de l’Oise
- Schloss Chantilly, Musée Condé
- Musée Fabre, Montpellier[6]
- Museum Lyon
- Uffizien, Florenz
- Getty Museum, Los Angeles
- Minneapolis Institute of Arts
- Hamburger Kunsthalle
- National Gallery of Art, Washington, DC

## Ausstellungen
- Gedächtnisausstellung Paris, 1883